# インヴィンシブル (アルバム)
『インヴィンシブル』（原題：Invincible）は、2001年10月30日に発売されたマイケル・ジャクソンのアルバム。売り上げは1400万枚以上に及ぶ。

## 概要
マイケル存命中にリリースされた最後のスタジオ・アルバム。
前作『HIStory』から6年のブランクと推定制作費3000万ドルを注ぎ込まれ制作されており、史上最も制作費の多いアルバムである。候補に挙がった曲は100曲以上にも及ぶ。
マイケルが小室哲哉の「SPEED TK RE-MIX」を気に入り、小室がマイケルと知り合い同アルバムに収録する楽曲提供を依頼されていたが、制作した楽曲は採用されなかった。尚、この出会いをきっかけで小室とマイケルが意気投合して、翌年の1998年には、小室のライブにマイケルが乱入したり、マイケルのライブに小室が演奏で参加したり、マイケル・ジャクソン×小室哲哉の共演プランもあった。しかし、お互いのスケジュールが合わなかったため、この共演プランは白紙となった。
パッケージは青、赤、黄、緑、白の5色で発売された。

## トリビア
- このアルバムの中でマイケルが気に入っている曲は「アンブレイカブル」、「Speechless」、「The Lost Children」。
- このアルバムはヒストリー・ワールド・ツアーが終了した3日後からすでに制作が始められ、1999年にはリリースされる予定だったが諸事情により延期された。
- マイケルはアルバムが発売される8週間前に「You Are My Life」を録音しアルバムを完成させた。
- 中国では、当時アルバムから「2000watts」、「Break Of Dawn」、「Threatened」が外され発売された。
- このアルバム制作時、マイケルは多くの楽曲提供を受けていたが、その中には収録されていたかもしれないヒット曲がたくさんある。Sisqóの「Thong Song」やジャステイン・ティンバーレイクの「Rock Your Body」などがある。
- ドクター・ドレーとDJ・クイックはマイケルからアルバム制作を個人的に依頼されていたが断られた。

## 収録曲
| #   | タイトル                                  | 作詞・作曲 | 時間 |
| --- | ----------------------------------------- | --- | ---- |
| 1.  | 「Unbreakable」(feat. ノートリアスB.I.G.) | マイケル・ジャクソン ロドニー・ジャンキース フレッド・ジャンキース3世 ショーン・ダニエルズ ノラ・ペイン ロバート・スミス クリストファー・ウォレス | 6:25 |
| 2.  | 「Heartbreaker」(feat. Fats)              | マイケル・ジャクソン ロドニー・ジャンキース フレッド・ジャンキース3世 ショーン・ダニエルズ ミシュク・バトラー ノーマン・グレッグ                  | 5:10 |
| 3.  | 「Invincible」(feat. Fats)                | マイケル・ジャクソン ロドニー・ジャンキース フレッド・ジャンキース3世 ノーマン・グレッグ                                                          | 4:45 |
| 4.  | 「Break Of Dawn」                         | マイケル・ジャクソン ドクター・フリーズ | 5:32 |
| 5.  | 「Heaven Can Wait」                       | マイケル・ジャクソン テディ・ライリー アンドレアオ・ハード ネイト・スミス テロン・ビール エリッザ・ラーイズ ケニー・クイラー                      | 4:49 |
| 6.  | 「You Rock My World」                     | マイケル・ジャクソン ロドニー・ジャンキース フレッド・ジャンキース3世 ショーン・ダニエルズ ノラ・ペイン                                           | 5:39 |
| 7.  | 「Butterflies」                           | アンドレ・ハリス マーシャ・アンブロ | 4:40 |
| 8.  | 「Speechless」                            | マイケル・ジャクソン | 3:18 |
| 9.  | 「2000 Watts」                            | マイケル・ジャクソン テディ・ライリー タイリース・ギブソン ジャロン・ヘンソン                                                                     | 4:25 |
| 10. | 「You Are My Life」                       | マイケル・ジャクソン ベイビーフェイス | 4:33 |
| 11. | 「Privacy」                               | マイケル・ジャクソン ロドニー・ジャンキース フレッド・ジャンキース3世 ショーン・ダニエルズ バーナード・ベル                                       | 5:05 |
| 12. | 「Don't Walk Away」                       | マイケル・ジャクソン テディ・ライリー リチャード・スタイズ リード・ベルトロリー                                                                   | 4:24 |
| 13. | 「Cry」                                   | R・ケリー | 5:00 |
| 14. | 「The Lost Children」                     | マイケル・ジャクソン | 4:00 |
| 15. | 「Whatever Happens」                      | マイケル・ジャクソン テディ・ライリー ギル・キャング ジャスミン・キー ジェフリー・ウィリアムズ                                                    | 4:56 |
| 16. | 「Threatened」                            | マイケル・ジャクソン ロドニー・ジャンキース フレッド・ジャンキース ショーン・ダニエルズ                                                           | 4:19 |

## チャート
| チャート (2001–2002年)                   | 最高位 |
| ---------------------------------------- | ------ |
| オーストラリア (ARIA)                    | 1      |
| オーストラリア アーバン・アルバム (ARIA) | 1      |
| オーストリア (Ö3 Austria)                | 2      |
| ベルギー (Ultratop Flanders)             | 1      |
| ベルギー (Ultratop Wallonia)             | 1      |
| カナダ (Billboard)                       | 1      |
| カナダ R&B アルバム (Nielsen SoundScan)  | 1      |
| デンマーク (Hitlisten)                   | 1      |
| オランダ (MegaCharts)                    | 1      |
| ヨーロッパ (Billboard)                   | 1      |
| フィンランド (Suomen virallinen lista)   | 1      |
| フランス (SNEP)                          | 1      |
| ドイツ (Offizielle Top 100)              | 1      |
| アイルランド (IRMA)                      | 3      |
| イタリア (FIMI)                          | 2      |
| 日本 (オリコン)                          | 5      |
| マレーシア (RIM)                         | 1      |
| ニュージーランド (RMNZ)                  | 4      |
| ノルウェー (VG-lista)                    | 1      |
| ポルトガル (AFP)                         | 8      |
| スコットランド (OCC)                     | 2      |
| スペイン (AFYVE)                         | 2      |
| スウェーデン (Sverigetopplistan)         | 1      |
| スイス (Schweizer Hitparade)             | 1      |
| イギリス (OCC)                           | 1      |
| UK R&B Albums (OCC)                      | 1      |
| US Billboard 200                         | 1      |
| US Top R&B/Hip-Hop Albums (Billboard)    | 1      |
| チャート (2009年)                        | 最高位 |
| オーストラリア                           | 43     |
| ヨーロッパ                               | 64     |
| イタリア                                 | 18     |
| メキシコ                                 | 29     |
| スイス                                   | 84     |
| US Catalogue Albums Chart                | 9      |
| US Digital Albums Chart                  | 12     |

| チャート (2001年)                                          | 順位 |
| ---------------------------------------------------------- | ---- |
| オーストラリア (ARIA)                                      | 44   |
| ベルギー (Ultratop Flanders)                               | 72   |
| ベルギー (Ultratop Wallonia)                               | 24   |
| カナダ (Nielsen SoundScan)                                 | 73   |
| カナダ (Nielsen SoundScan)                                 | 17   |
| デンマーク (Hitlisten)                                     | 37   |
| オランダ (Album Top 100)                                   | 37   |
| ヨーロッパ (Music & Media)                                 | 44   |
| フィンランド (Suomen viralinen lista)                      | 23   |
| フランス (SNEP)                                            | 14   |
| ドイツ (Offizielle Top 100)                                | 81   |
| スウェーデン (Sverigetopplistan)                           | 45   |
| スウェーデン アルバム&コンピレーション (Sverigetopplistan) | 62   |
| スイス (Schweizer Hitparade)                               | 28   |
| イギリス (OCC)                                             | 62   |
| 全米 Billboard 200                                         | 148  |
| 全米 トップ R&B/ヒップホップ アルバム (Billboard)          | 79   |
| ワールドワイド・アルバム (IFPI)                            | 9    |

| チャート (2002年)                                 | 順位 |
| ------------------------------------------------- | ---- |
| 全米 Billboard 200                                | 43   |
| 全米 トップ R&B/ヒップホップ アルバム (Billboard) | 8    |

| チャート (2009年)                                   | 順位 |
| --------------------------------------------------- | ---- |
| ベルギー ミドプライス・アルバム (Ultratop Flanders) | 50   |
| ベルギー ミドプライス・アルバム (Ultratop Wallonia) | 15   |

## 配信
- iTunes
- dミュージック
- mora